# Бургла
Бургла — река в Черноземельском районе Калмыкии. Длина реки — 20,6 км, площадь водосборного бассейна — 170 км², объём годового стока — 0,8 млн м³. Близ реки расположен посёлок Булмукта. Впадает в безымянное солёное озеро.

## Физико-географическая характеристика
Как и для других рек бессточной области Западно-Каспийского бассейна, основная роль в формировании стока реки Бургла принадлежит осадкам, выпадающим в холодную часть года. Вследствие значительно испарения в весенне-летний период роль дождевого питания невелика. Как правило, весь сток проходит весной в течение 30 — 50 дней, иногда этот срок сокращается до 10 дней.
Среднегодовой расход воды — 0,03 м³/с. Объём годового стока — 0,80 млн м³.
По степени минерализации вода реки оценивается как солёная. Минерализация — 20,7 г/л. Мутность — 11 мг/л.